# Iris aucheri
Iris aucheri är en irisväxtart som först beskrevs av John Gilbert Baker, och fick sitt nu gällande namn av Joseph Robert Sealy. Iris aucheri ingår i släktet irisar, och familjen irisväxter. Inga underarter finns listade i Catalogue of Life.